# Navalcán (kommun)
Navalcán är en kommun i Spanien.   Den ligger i provinsen Toledo och regionen Kastilien-La Mancha, i den centrala delen av landet, 120 km väster om huvudstaden Madrid. Antalet invånare är 2 358.